# Serrat de la Guàrdia
El serrat de la Guàrdia és un serrat del terme municipal de Conca de Dalt, antigament del d'Hortoneda de la Conca, situat en terres de l'antic poble del Mas de Vilanova, o Vilanoveta.
És a prop i al nord-oest del serrat de les Comelletes, a prop i a la dreta del riu de Carreu, entre la llau de Bull-i-bull, que queda a ponent, i la llau de les Comelletes, que és a llevant.